# Kertawaluya
Kertawaluya is een bestuurslaag in het regentschap Karawang van de provincie West-Java, Indonesië. Kertawaluya telt 3848 inwoners (volkstelling 2010).